# Emel Etem Tosjkova
Emel Etem Tosjkova (Bulgaars: Емел Етем Тошкова) (Isperich, 4 maart 1958) is een Bulgaarse politica van Turkse afkomst. Ze is de voormalige vice-premier van Bulgarije en de ex-minister van het niet langer bestaande Ministerie van Noodgevallen tussen 2005 en 2009. Ze vertegenwoordigt de politieke partij Beweging voor Rechten en Vrijheden en haar kiesdistrict is Razgrad.